# AC Maceratese
AC Maceratese is een Italiaanse voetbalclub uit Macerata.

## Geschiedenis
De club werd opgericht in 1922 na een fusie tussen vier clubs: Robur Macerata, Macerata FC, Virtus Macerata en Helvia Recina.

## Bekende spelers
- Valerio Alesi
- Bruno Nobili
- Gaetano Vastola
- Federico Tafani
- Stefano Colantuono
- Andy Selva
- Borislav Cvetković